# Nekrolog 1. Quartal 1971
Nekrolog
◄◄
| ◄
| 1967
| 1968
| 1969
| 1970
| 1971 | 1972 | 1973 | 1974 | 1975 | ► | ►►
1. Quartal |
2. Quartal |
3. Quartal |
4. Quartal 1971
Weitere Ereignisse | Allgemeiner Nekrolog 1971
Die Beschreibung der verstorbenen Person sollte so kurz wie möglich gehalten sein und nur deren signifikante Tätigkeit(en) enthalten.
Neue Namen ggf. auch unter dem Geburts- und Sterbedatum, also etwa unter 1. Januar und im Geburts- und Sterbejahr (2024) eintragen (nur bei entsprechender großer Wichtigkeit). Für Beispiele siehe die schon vorhandenen Artikel.
Außerdem über die fünf zuletzt Verstorbenen, zu denen es einen ausreichend guten Artikel für eine Präsentation auf der Hauptseite gibt, nach der todesbedingten Überarbeitung der Artikel ggf. auch unter Wikipedia Diskussion:Hauptseite informieren und sie am besten auch in den anderen Wikipedia-Sprachversionen eintragen. Tipp: Regelmäßig bei news.google.de nach „ist tot“, „gestorben“ oder „verstorben“ suchen.
Wenn eine Person gestorben ist, gibt es viele Seiten zu dieser Person in der Wikipedia, die davon auch betroffen sind und entsprechend aktualisiert werden müssen. Beispiele: Namenübersichtsseite, Geburtsjahr, Geburtsort-Seiten und viele mehr.
Wie finde ich die betroffenen Seiten?
Im Suchfeld auf der linken Seite gibt man den Suchbegriff so ein: „Vorname Nachname“. Dann klickt man auf Volltext und alle Seiten mit entsprechendem Suchtext werden aufgerufen. Hier sieht man dann schnell, wo auch das Todesjahr Sinn macht oder sogar ein Teil des Artikels angepasst werden muss. Auch hilft das „Werkzeug“ auf der linken Seite sehr gut, um solche Seiten aufzufinden: „Links auf diese Seite“. Somit ist die Wikipedia wieder aktuell in allen Bereichen! Hinweis: bei Eintragung der Kategorie „Gestorben JAHR“ wird der Missbrauchsfilter 49 ausgelöst, was jedoch nicht schlimm ist. Siehe: Spezial:Missbrauchsfilter/49
Dies ist eine Liste von im ersten Quartal 1971 verstorbenen bekannten Persönlichkeiten. Die Einträge erfolgen innerhalb der einzelnen Daten alphabetisch sortiert. Tiere sind im Nekrolog für Tiere zu finden.

## Januar
| Tag        | Name                                     | Beruf, bekannt als                                                                                              | Alter | Beleg |
| ---------- | ---------------------------------------- | --- | ----- | ----- |
| 1. Januar  | Hobart Dotson                            | US-amerikanischer Jazzmusiker                                                                                   | 49    |       |
| 1. Januar  | Eduard von Jan                           | deutscher Romanist und Provenzalist                                                                             | 85    |       |
| 1. Januar  | Henry Kristofferson                      | US-amerikanischer General                                                                                       | 65    |       |
| 1. Januar  | Joseph J. Lilley                         | US-amerikanischer Komponist, Arrangeur und Dirigent                                                             | 57    |       |
| 1. Januar  | Sándor Nógrádi                           | ungarischer kommunistischer Politiker und Generaloberst, Mitglied des Parlaments                                | 76    |       |
| 1. Januar  | Wilhelm Sommer                           | deutscher Verwaltungsbeamter und Regierungspräsident                                                            | 79    |       |
| 1. Januar  | Werner Zahn                              | deutscher Bobfahrer                                                                                             | 80    |       |
| 2. Januar  | Marguerite Alibert                       | französische Prostituierte und Gesellschaftsdame                                                                | 80    |       |
| 2. Januar  | Edmund George Knox                       | englischer Schriftsteller und Herausgeber                                                                       | 89    |       |
| 2. Januar  | Clemens Konermann                        | deutscher römisch-katholischer Pfarrer                                                                          | 96    |       |
| 2. Januar  | Edward Toms                              | britischer Sprinter                                                                                             | 71    |       |
| 3. Januar  | Josephine Beatrice Bowman                | Superintendent des US Navy Nurse Corps der US Navy                                                              | 89    |       |
| 3. Januar  | Carlo Braga                              | italienischer Ordenspriester und römisch-katholischer Missionar                                                 | 81    |       |
| 3. Januar  | Alois Gerards                            | deutscher Landrat des Kreises Monschau (CDU)                                                                    | 82    |       |
| 3. Januar  | Karl Grobbel                             | deutscher Politiker (Zentrum, CDU), MdV, Minister in Brandenburg                                                | 74    |       |
| 3. Januar  | Fritz Hesse                              | deutscher Politiker (SPD), MdL                                                                                  | 67    |       |
| 3. Januar  | Alfred Kaestner                          | deutscher Zoologe                                                                                               | 69    |       |
| 3. Januar  | Hugo Neumann                             | deutscher Politiker (Zentrum), MdR                                                                              | 88    |       |
| 3. Januar  | Edgar William Olive                      | US-amerikanischer Botaniker                                                                                     | 100   |       |
| 3. Januar  | Ruth Strang                              | US-amerikanische Entwicklungspsychologin und Professorin                                                        | 75    |       |
| 4. Januar  | Arthur Clifford Howard                   | australischer Erfinder und Unternehmer                                                                          | 77    |       |
| 4. Januar  | Katsuhira Tokushi                        | japanischer Holzschnittkünstler                                                                                 | 66    |       |
| 4. Januar  | Michail Jefimowitsch Lobaschow           | russischer Physiologe und Genetiker                                                                             | 63    |       |
| 4. Januar  | Alexander Neroslow                       | deutsch-russischer Maler                                                                                        | 79    |       |
| 5. Januar  | Martin Begrich                           | deutscher Theologe, Auslandspfarrer und Präses einer Synode                                                     | 73    |       |
| 5. Januar  | Fanfulla                                 | italienischer Schauspieler                                                                                      | 57    |       |
| 5. Januar  | Richard Gedlich                          | deutscher Fußballspieler                                                                                        | 70    |       |
| 5. Januar  | Georgia Lee Lusk                         | US-amerikanische Politikerin                                                                                    | 77    |       |
| 5. Januar  | Jean-Paul Mauric                         | französischer Chansonsänger                                                                                     | 37    |       |
| 5. Januar  | Annie Reich                              | österreichisch-US-amerikanische Psychoanalytikerin                                                              | 68    |       |
| 5. Januar  | Douglas Shearer                          | US-amerikanisch-kanadischer Toningenieur                                                                        | 71    |       |
| 6. Januar  | Jorge Barbosa                            | kap-verdischer Schriftsteller                                                                                   | 68    |       |
| 6. Januar  | Howard E. Campbell                       | US-amerikanischer Politiker                                                                                     | 81    |       |
| 6. Januar  | Max Hanke                                | deutscher Architekt und Denkmalpfleger                                                                          | 80    |       |
| 6. Januar  | David Luce                               | britischer Admiral und Erster Seelord                                                                           | 64    |       |
| 7. Januar  | Bruno Adriani                            | deutscher Verwaltungsjurist und Kunsthistoriker                                                                 | 89    |       |
| 7. Januar  | Charles Coryell                          | US-amerikanischer Chemiker und Atomphysiker                                                                     | 58    |       |
| 7. Januar  | Hermann Reschny                          | österreichischer Politiker (NSDAP), MdR, Landtagsabgeordneter, Mitglied des Bundesrates                         | 72    |       |
| 7. Januar  | Sakakibara Shihō                         | japanischer Maler                                                                                               | 83    |       |
| 7. Januar  | Hanns Voith                              | deutscher Ingenieur und Unternehmer                                                                             | 85    |       |
| 8. Januar  | Armando Discépolo                        | argentinischer Autor                                                                                            | 83    |       |
| 8. Januar  | Sibyl Moholy-Nagy                        | deutsch-US-amerikanische Dramaturgin, Schauspielerin, Architektur- und Kunsthistorikerin                        | 67    |       |
| 9. Januar  | Helmut Bechler                           | deutscher Generalmajor der Wehrmacht                                                                            | 72    |       |
| 9. Januar  | Ferdinand Claussen                       | deutscher Mediziner, Rassenhygieniker und Hochschullehrer zur Zeit des Nationalsozialismus                      | 71    |       |
| 9. Januar  | Otto von Guggenberg                      | Südtiroler Jurist und Politiker                                                                                 | 83    |       |
| 9. Januar  | Franz Kessler                            | deutscher Ingenieur und Gründer des Kessler-Motoren-Werks                                                       | 82    |       |
| 9. Januar  | Fritz Klotzsch                           | deutscher Filmproduzent                                                                                         | 74    |       |
| 9. Januar  | Hans Lohrisch                            | deutscher Politiker (SED/NDPD), Journalist                                                                      | 58    |       |
| 9. Januar  | Karl Mierke                              | deutscher Psychologe, Pädagoge und Hochschullehrer                                                              | 74    |       |
| 9. Januar  | Friedrich Mölleken                       | deutscher Politiker der CDU                                                                                     | 75    |       |
| 9. Januar  | Zoltán Oroszlán                          | ungarischer Archäologe, Kunsthistoriker und Museologe                                                           | 79    |       |
| 9. Januar  | Gudrun Ringheim                          | dänische Schauspielerin                                                                                         | 55    |       |
| 10. Januar | Christine Boumeester                     | niederländische Kunstmalerin                                                                                    | 66    |       |
| 10. Januar | Ernie Caceres                            | US-amerikanischer Jazz-Saxophonist und Klarinettist                                                             | 59    |       |
| 10. Januar | Coco Chanel                              | Modeschöpferin                                                                                                  | 87    |       |
| 10. Januar | Carl Ehrenstein                          | österreichischer Prosaschriftsteller, Lyriker und Übersetzer                                                    | 78    |       |
| 10. Januar | Richard V. Heermance                     | US-amerikanischer Filmeditor                                                                                    | 60    |       |
| 10. Januar | Karl Kurt Klein                          | deutscher Journalist, Theologe, Germanist und Historiker                                                        | 73    |       |
| 10. Januar | Bruno Lauenroth                          | deutscher Sozialdemokrat und Widerstandskämpfer gegen den Nationalsozialismus                                   | 64    |       |
| 10. Januar | Stephan Roeschlein                       | deutscher Optik-Konstrukteur                                                                                    | 82    |       |
| 10. Januar | Hans Steinacher                          | Kärntner Abwehrkämpfer, deutschnationaler Volkstumspolitiker                                                    | 78    |       |
| 10. Januar | Jean Varda                               | türkisch-amerikanischer Maler und Collagekünstler                                                               | 77    |       |
| 11. Januar | Gustav Ahlhorn                           | deutscher Jurist                                                                                                | 84    |       |
| 11. Januar | Josef Diehl                              | deutscher Politiker (SPD), MdL                                                                                  | 72    |       |
| 11. Januar | Albert Dumouchel                         | kanadischer Grafiker, Maler, Fotograf, Musiker und Kunstpädagoge                                                | 54    |       |
| 11. Januar | Wilhelm Jesse                            | deutscher Historiker, Numismatiker und Museumsleiter                                                            | 83    |       |
| 11. Januar | Karl Klug                                | deutscher Fußballspieler                                                                                        | 45    |       |
| 11. Januar | I. Rice Pereira                          | US-amerikanische abstrakte Künstlerin, Dichterin und Philosophin                                                | 68    |       |
| 11. Januar | Irene Scharrer                           | englische Pianistin                                                                                             | 82    |       |
| 11. Januar | Erich Schönborn                          | deutscher Offizier, Zeitungsredakteur und Fachamtsleiter Tennis im Nationalsozialistischen Reichsbund für Le... | 84    |       |
| 12. Januar | Nerio Bernardi                           | italienischer Schauspieler, Schauspiellehrer und Synchronsprecher                                               | 71    |       |
| 12. Januar | Captain John Handy                       | US-amerikanischer Jazzmusiker                                                                                   | 70    |       |
| 12. Januar | John Tovey, 1. Baron Tovey               | britischer Admiral, Oberbefehlshaber der Home Fleet und Admiral of the Fleet                                    | 85    |       |
| 12. Januar | Arnold Ulitz                             | deutscher Autor                                                                                                 | 82    |       |
| 12. Januar | Carl Maria Waldmeier                     | deutscher Opernsänger (Bass) und Theaterschauspieler                                                            | 86    |       |
| 12. Januar | Claus Winkler                            | deutscher Politiker und Verwaltungsbeamter                                                                      | 58    |       |
| 13. Januar | Maria Assunta Arbesser von Rastburg      | österreichische Malerin und Holzplastikerin                                                                     | 86    |       |
| 13. Januar | Georg Buchner                            | deutscher Architekt                                                                                             | 80    |       |
| 13. Januar | Georg von Hase                           | deutscher Marineoffizier, Verleger und Schriftsteller                                                           | 92    |       |
| 13. Januar | Arthur Hruska                            | österreichischer Zahnarzt und Botaniker                                                                         | 90    |       |
| 13. Januar | Heinz Lammerding                         | deutscher SS-Gruppenführer, Kriegsverbrecher                                                                    | 65    |       |
| 13. Januar | Andrée Lehmann                           | französische Rechtsanwältin und Feministin                                                                      | 77    |       |
| 13. Januar | Willie Lewis                             | US-amerikanischer Jazzmusiker (Klarinettist, Altsaxophonist, Arrangeur und Bandleader)                          | 65    |       |
| 13. Januar | Jean Baptiste Molinié                    | französischer Generalmajor                                                                                      | 90    |       |
| 13. Januar | Arthur Stoll                             | Schweizer Biochemiker                                                                                           | 84    |       |
| 13. Januar | Henri Tomasi                             | französischer Komponist und Dirigent                                                                            | 69    |       |
| 13. Januar | Christian Wrede                          | deutscher Bildhauer                                                                                             | 74    |       |
| 14. Januar | Heinrich Anacker                         | schweizerisch-deutscher Schriftsteller                                                                          | 69    |       |
| 14. Januar | James Glenn Beall                        | US-amerikanischer Politiker                                                                                     | 76    |       |
| 14. Januar | Erich Friedrich                          | deutscher Politiker (NSDAP), MdR                                                                                | 69    |       |
| 14. Januar | Max Lindh                                | deutscher Landschaftsmaler und Hochschullehrer                                                                  | 80    |       |
| 14. Januar | Kurt Adolf Eduard von Mühlen             | deutscher Generalleutnant                                                                                       | 65    |       |
| 14. Januar | Elisabeth Muhr-Jordan                    | österreichische Lehrerin, Politikerin (NSDAP) und Gaufrauenschaftsleiterin                                      | 78    |       |
| 14. Januar | Alex Natan                               | deutscher Journalist, Schriftsteller und Leichtathlet                                                           | 64    |       |
| 15. Januar | Félix Balyu                              | belgischer Fußballspieler                                                                                       | 79    |       |
| 15. Januar | John Dall                                | US-amerikanischer Schauspieler                                                                                  | 50    |       |
| 15. Januar | John Lyons                               | US-amerikanischer Eishockeyspieler                                                                              | 70    |       |
| 15. Januar | C. C. MacApp                             | amerikanischer Science-Fiction-Autor und Schachspieler                                                          | 57    |       |
| 15. Januar | Walter Pöhls                             | deutscher Politiker (SPD), MdHB, Künstler                                                                       | 61    |       |
| 15. Januar | Kurt Stade                               | deutscher Althistoriker                                                                                         | 71    |       |
| 16. Januar | Carla Carlsen                            | deutsche Soubrette und Schauspielerin                                                                           | 61    |       |
| 16. Januar | Fritz Eichler                            | österreichischer Archäologe                                                                                     | 83    |       |
| 16. Januar | Max Suhrbier                             | deutscher Politiker (LDPD), MdV                                                                                 | 68    |       |
| 16. Januar | Philippe Thys                            | belgischer Radrennfahrer und erster Dreifach-Sieger der Tour de France                                          | 80    |       |
| 16. Januar | Karl Wiechert                            | deutscher Politiker (SPD), MdL, Journalist und Oberstadtdirektor von Hannover                                   | 72    |       |
| 17. Januar | Luise Herrmann-Ries                      | deutsche Politikerin (KPD) und Frauenrechtlerin                                                                 | 66    |       |
| 17. Januar | Bogislav von Lindheim                    | deutscher Philologe                                                                                             | 60    |       |
| 17. Januar | Richard J. Tonry                         | US-amerikanischer Politiker                                                                                     | 77    |       |
| 17. Januar | Robert Wyler                             | US-amerikanischer Filmproduzent, Regisseur, Drehbuchautor                                                       | 70    |       |
| 18. Januar | Hugh R. Adair                            | US-amerikanischer Jurist und Politiker                                                                          | 81    |       |
| 18. Januar | Erik Almlöf                              | schwedischer Dreispringer                                                                                       | 79    |       |
| 18. Januar | Nora Stanton Blatch Barney               | US-amerikanische Bauingenieurin, Architektin und Suffragette                                                    | 87    |       |
| 18. Januar | Warwick Braithwaite                      | neuseeländischer Dirigent                                                                                       | 75    |       |
| 18. Januar | Otto Erhardt                             | deutscher Regisseur                                                                                             | 82    |       |
| 18. Januar | Virgil Finlay                            | US-amerikanischer Fantasy- und Science-Fiction-Buchillustrator und Künstler                                     | 56    |       |
| 18. Januar | Walter Franze                            | deutscher Journalist und Chefredakteur                                                                          | 67    |       |
| 18. Januar | Leopold Mayer                            | österreichischer Ökonom, Professor für Betriebswirtschaftslehre                                                 | 74    |       |
| 18. Januar | Walter Pelikan                           | österreichischer Bauingenieur                                                                                   | 69    |       |
| 18. Januar | Lothar Rendulic                          | österreichischer Offizier, zuletzt Generaloberst der deutschen Wehrmacht im Zweiten Weltkrieg                   | 83    |       |
| 18. Januar | Leopold Resch                            | österreichischer Fußballspieler                                                                                 | 70    |       |
| 18. Januar | Friderike Maria Zweig                    | österreichische Schriftstellerin                                                                                | 88    |       |
| 19. Januar | Charles Kingsley Adams                   | britischer Kunsthistoriker                                                                                      | 71    |       |
| 19. Januar | Martin Bercovici                         | rumänischer Elektroingenieur                                                                                    | 68    |       |
| 19. Januar | Ross Cuthbert                            | britischer Eishockeyspieler                                                                                     | 78    |       |
| 19. Januar | Ignazio Giunti                           | italienischer Rennfahrer                                                                                        | 29    |       |
| 19. Januar | Ralph Chipman Hawley                     | US-amerikanischer Forstwissenschaftler und Hochschullehrer                                                      | 90    |       |
| 19. Januar | Udo Hein                                 | deutscher Jurist und Politiker (SPD), MdB, MdEP                                                                 | 56    |       |
| 19. Januar | Arnold Nordsieck                         | US-amerikanischer Physiker                                                                                      | 60    |       |
| 19. Januar | Nikolai Michailowitsch Rubzow            | russischer Dichter                                                                                              | 35    |       |
| 19. Januar | Josef Sadil                              | tschechoslowakischer Fachredakteur bei einem Verlag, Astronom und Freizeit-Myrmekologe                          | 51    |       |
| 19. Januar | Leonard Schiff                           | US-amerikanischer Physiker                                                                                      | 55    |       |
| 19. Januar | Magdalena Schwarz                        | deutsch-jüdische Ärztin                                                                                         | 70    |       |
| 19. Januar | Harry Shields                            | US-amerikanischer Jazzmusiker                                                                                   | 71    |       |
| 19. Januar | Sayagyi U Ba Khin                        | Lehrer der Vipassana-Meditation                                                                                 | 71    |       |
| 20. Januar | Gilbert M. Anderson                      | US-amerikanischer Schauspieler, Regisseur, Produzent und Drehbuchautor                                          | 90    |       |
| 20. Januar | Antonio Bacci                            | italienischer Kardinal                                                                                          | 85    |       |
| 20. Januar | Robin Fox                                | britischer Schauspielagent                                                                                      | 57    |       |
| 20. Januar | Walter Frank                             | deutscher Handwerker (Dreher) und Politiker (KPD), MdR                                                          | 75    |       |
| 20. Januar | Hugo Kroemer                             | österreichischer Pianist                                                                                        | 83    |       |
| 20. Januar | Ernst Lichtenstein                       | deutscher Erziehungswissenschaftler und Hochschullehrer                                                         | 70    |       |
| 20. Januar | Paul Meier-Benneckenstein                | deutscher Politikwissenschaftler                                                                                | 76    |       |
| 20. Januar | Walther Neuhoff                          | deutscher Mykologe                                                                                              | 79    |       |
| 20. Januar | Jan Schouten                             | niederländischer Mathematiker und Hochschullehrer                                                               | 87    |       |
| 20. Januar | Max Waibel                               | Schweizer Armeeoffizier                                                                                         | 69    |       |
| 21. Januar | Hellmuth Dost                            | deutscher Naturschützer und Verfasser von vogelkundlichen Schriften                                             | 56    |       |
| 21. Januar | Cedric Drewe                             | britischer Politiker (Conservative Party)                                                                       | 74    |       |
| 21. Januar | Adolf Guggenbühl                         | Schweizer Publizist und Verleger                                                                                | 74    |       |
| 21. Januar | Julius Margolin                          | litauischer Schriftsteller und politischer Aktivist                                                             | 70    |       |
| 21. Januar | Ulrich Mohrbutter                        | deutscher Filmproduzent (Produktions- und Herstellungsleiter sowie Herstellungsgruppenleiter)                   | 82    |       |
| 21. Januar | Richard B. Russell                       | US-amerikanischer Politiker                                                                                     | 73    |       |
| 22. Januar | Juan Aranda                              | chilenischer Fußballspieler                                                                                     | 44    |       |
| 22. Januar | William Bailey                           | britischer Radrennfahrer                                                                                        | 82    |       |
| 22. Januar | Cesco Baseggio                           | italienischer Schauspieler                                                                                      | 73    |       |
| 22. Januar | Sigfrid Benzer                           | schwedischer Fußballschiedsrichter                                                                              | 74    |       |
| 22. Januar | Alfred Howard Carter                     | englischer Geistlicher und Vorreiter der US-amerikanischen Pfingstbewegung                                      | 80    |       |
| 22. Januar | Aldo Frosi                               | italienischer Schauspieler                                                                                      | 62    |       |
| 22. Januar | Harry F. Guggenheim                      | US-amerikanischer Diplomat                                                                                      | 80    |       |
| 22. Januar | Heinrich Kraft                           | deutscher Kommunalpolitiker                                                                                     | 67    |       |
| 22. Januar | Albert Schäfer                           | deutscher Unternehmer, MdHB                                                                                     | 90    |       |
| 22. Januar | Hans-Otto Schmidt-Neuhaus                | deutscher Pianist und Professor an der Hochschule für Musik in Köln                                             | 63    |       |
| 22. Januar | Georg Schmitz                            | deutscher Bürgermeister                                                                                         | 44    |       |
| 22. Januar | Erwin Topp                               | deutscher Politiker (SPD), Oberbürgermeister von Wattenscheid                                                   | 46    |       |
| 23. Januar | Fritz Feigl                              | österreichischer Chemiker, Tüpfelmethode                                                                        | 79    |       |
| 23. Januar | Emil Forst                               | deutscher Landwirt und Politiker (SPD), MdL                                                                     | 93    |       |
| 23. Januar | Annie Francé-Harrar                      | österreichische Schriftstellerin und Naturforscherin                                                            | 84    |       |
| 23. Januar | Mario Saa                                | portugiesischer Schriftsteller                                                                                  | 77    |       |
| 23. Januar | Koloman Sović                            | jugoslawischer Radrennfahrer                                                                                    | 71    |       |
| 24. Januar | Jacques Chantrel                         | französischer Automobilrennfahrer                                                                               | 68    |       |
| 24. Januar | St. John Ervine                          | irischer Dramatiker, Schriftsteller und Hochschullehrer                                                         | 87    |       |
| 24. Januar | Ferdinand von Hiddessen                  | deutscher Politiker (NSDAP), MdR                                                                                | 83    |       |
| 24. Januar | Hermann Matern                           | deutscher Politiker (KPD, SED), MdV                                                                             | 77    |       |
| 24. Januar | William Griffith Wilson                  | Mitbegründer der Selbsthilfebewegung der Anonymen Alkoholiker                                                   | 75    |       |
| 25. Januar | Hans Emil Braun                          | deutscher Maler und Radierer                                                                                    | 83    |       |
| 25. Januar | Loffo Camara                             | guineische Politikerin                                                                                          |       |       |
| 25. Januar | Hans Commenda junior                     | österreichischer Heimatforscher                                                                                 | 81    |       |
| 25. Januar | Severa Dennstedt                         | deutsche Malerin und Schriftstellerin                                                                           | 77    |       |
| 25. Januar | Hermann Hoth                             | deutscher Offizier und Kriegsverbrecher                                                                         | 85    |       |
| 25. Januar | Isobel Lennart                           | US-amerikanische Drehbuchautorin und Schriftstellerin                                                           | 55    |       |
| 25. Januar | Wolfgang Pfleiderer                      | deutscher Philologe                                                                                             | 93    |       |
| 25. Januar | Gaston Vasseur                           | französischer Autor, Romanist, Dialektologe, Lokalhistoriker, Lexikograf, Grammatiker und Autor in picardisc... |       |       |
| 26. Januar | Juozas Kupčinskas                        | litauischer Wissenschaftler und Hochschullehrer, Abgeordneter des Obersten Sowjets der litauischen SSR          | 64    |       |
| 26. Januar | Nat Perrilliat                           | US-amerikanischer R&B- und Jazzmusiker                                                                          | 34    |       |
| 27. Januar | Adelheid zu Schaumburg-Lippe             | Prinzessin zu Schaumburg-Lippe, durch Heirat Herzogin von Sachsen-Altenburg                                     | 95    |       |
| 27. Januar | Jacobo Árbenz Guzmán                     | guatemaltekischer Politiker                                                                                     | 57    |       |
| 27. Januar | Robin Guthrie                            | britischer Maler, Zeichner und Kunstpädagoge                                                                    | 68    |       |
| 27. Januar | Alfred Tischer                           | deutscher Architekt, Stadtbaudirektor und Kommunalpolitiker (NSDAP)                                             | 86    |       |
| 27. Januar | William Irvin Troutman                   | US-amerikanischer Politiker                                                                                     | 66    |       |
| 27. Januar | Gerald Upjohn, Baron Upjohn              | britischer Jurist und Brigadegeneral                                                                            | 67    |       |
| 27. Januar | Wong Wenhao                              | chinesischer Geologe und Politiker                                                                              | 81    |       |
| 27. Januar | Milovan Zoričić                          | kroatischer bzw. jugoslawischer Jurist und Richter am Internationalen Gerichtshof                               | 86    |       |
| 28. Januar | Heinrich Brand                           | preußischer und bundesdeutscher Verwaltungsbeamter                                                              | 83    |       |
| 28. Januar | Robert De Grasse                         | US-amerikanischer Kameramann                                                                                    | 70    |       |
| 28. Januar | Peter Dembowski                          | deutscher Mathematiker                                                                                          | 42    |       |
| 28. Januar | Charles Garland                          | US-amerikanischer Tennisspieler                                                                                 | 72    |       |
| 28. Januar | Else Kruse                               | deutsche Politikerin (KPD), MdL                                                                                 | 81    |       |
| 28. Januar | Georges van Parys                        | französischer Filmkomponist                                                                                     | 68    |       |
| 28. Januar | Josef Raab                               | deutscher antifaschistischer Widerstandskämpfer, Interbrigadist und Résistancekämpfer                           | 71    |       |
| 28. Januar | Stanisław Vincenz                        | polnischer Schriftsteller, Philosoph und Übersetzer                                                             | 82    |       |
| 29. Januar | Ludwig Lenhart                           | deutscher Kirchenhistoriker                                                                                     | 69    |       |
| 29. Januar | Tony Muréna                              | italienisch-französischer Akkordeonist                                                                          | 56    |       |
| 29. Januar | Karl Pfeffer-Wildenbruch                 | deutscher General und SS-Obergruppenführer                                                                      | 82    |       |
| 30. Januar | Winifred Goldring                        | US-amerikanische Paläontologin                                                                                  | 82    |       |
| 30. Januar | Rolf-Dieter Kabelitz                     | deutsches Todesopfer der Berliner Mauer                                                                         | 19    |       |
| 30. Januar | Albert Marier                            | kanadischer Sänger                                                                                              | 76    |       |
| 30. Januar | Herwald Ramsbotham, 1. Viscount Soulbury | britischer Politiker, Mitglied des House of Commons und Generalgouverneur                                       | 83    |       |
| 30. Januar | Aloys Rüberg                             | deutscher Handwerkerfunktionär, Beamter und Politiker (Zentrum), MdL                                            | 76    |       |
| 30. Januar | Chester C. Thompson                      | US-amerikanischer Politiker                                                                                     | 77    |       |
| 31. Januar | Pietro De Francisci                      | italienischer Jurist, Mitglied der Camera dei deputati und Justizminister im faschistischen Staat               | 87    |       |
| 31. Januar | Gunnar Jahn                              | norwegischer Politiker, Minister, Ökonom und Statistiker                                                        | 88    |       |
| 31. Januar | Johann Kuprianoff                        | deutscher Lebensmitteltechniker                                                                                 | 66    |       |
| 31. Januar | Marianne Leisching                       | österreichische Kunsthandwerkerin, Textilkünstlerin und Emailkünstlerin                                         | 74    |       |
| 31. Januar | Paul Martin Leonhardt                    | deutscher Maler und Grafiker                                                                                    | 87    |       |
| 31. Januar | Wiktor Maximowitsch Schirmunski          | russischer Philologe, Dialektologe und Germanist jüdischer Herkunft                                             | 79    |       |
| 31. Januar | Hans Schmidt                             | deutscher Fußballspieler und -trainer                                                                           | 77    |       |
| 31. Januar | Kurt Stiefvater                          | deutscher Fußballspieler                                                                                        | 47    |       |
| 31. Januar | Max von Stockhausen                      | deutscher Beamter                                                                                               | 80    |       |
| 31. Januar | Henry Vallotton                          | Schweizer Politiker, Diplomat und Schriftsteller                                                                | 80    |       |
| Januar     | Bessie Becker                            | deutsche Modedesignerin, Werbedesignerin, Modephotographin und Kostümbildnerin                                  |       |       |
| Januar     | Carl Stearns Clancy                      | US-amerikanischer Autor, Regisseur, Filmproduzent und Abenteurer                                                | 80    |       |
| Januar     | Parker Hitt                              | US-amerikanischer Offizier und Kryptologe                                                                       |       |       |
| Januar     | Thomas Maroney                           | US-amerikanischer Leichtathlet                                                                                  | 75    |       |

## Februar
| Tag         | Name                                         | Beruf, bekannt als                                                                                              | Alter | Beleg |
| ----------- | -------------------------------------------- | --- | ----- | ----- |
| 1. Februar  | Amet-Chan Sultan                             | sowjetischer Testpilot                                                                                          | 50    |       |
| 1. Februar  | Otto Bessenrodt                              | deutscher Philologe, Heimatkundler, Kulturwissenschaftler, Gymnasiallehrer, Schriftsteller und Publizist        | 73    |       |
| 1. Februar  | Nino Besozzi                                 | italienischer Schauspieler                                                                                      | 69    |       |
| 1. Februar  | Hans Beyer                                   | deutscher Chemiker und Politiker (NSDAP, NDPD), MdV                                                             | 65    |       |
| 1. Februar  | Raoul Hausmann                               | österreichisch-deutscher Künstler des Dadaismus                                                                 | 84    |       |
| 1. Februar  | Johannes Hollnsteiner                        | österreichischer römisch-katholischer Theologe                                                                  | 75    |       |
| 1. Februar  | Kim Il-yeop                                  | koreanische Schriftstellerin, Dichterin, Journalistin und südkoreanische Buddhistische Nonne                    | 74    |       |
| 1. Februar  | Roman Koolmar                                | estnisch-US-amerikanischer Architekt                                                                            | 66    |       |
| 1. Februar  | Leopold von Plessen                          | deutscher Diplomat                                                                                              | 76    |       |
| 1. Februar  | Harry Roy                                    | britischer Klarinettist, Bandleader und Songwriter                                                              | 71    |       |
| 1. Februar  | Daniel Secrétan                              | Schweizer Diplomat                                                                                              | 75    |       |
| 2. Februar  | Akos Farkas                                  | ungarischer Kameramann                                                                                          | 72    |       |
| 2. Februar  | Edward Rowan Finnegan                        | US-amerikanischer Politiker                                                                                     | 65    |       |
| 2. Februar  | Hertha Genzmer                               | deutsche Schauspielerin, Rezitatorin und die Gründerin der Schauspielschule Genzmer                             | 74    |       |
| 2. Februar  | Rudolf Hammacher                             | deutscher Theaterschauspieler und -regisseur                                                                    | 78    |       |
| 2. Februar  | Heinrich Hansen                              | Gewerkschafter, Vorsitzender der IG Druck und Papier                                                            | 75    |       |
| 2. Februar  | Ernst Lange                                  | deutscher Widerstandskämpfer und Parteifunktionär (SED)                                                         | 65    |       |
| 2. Februar  | Hans Karl von Mangoldt-Reiboldt              | deutscher Jurist und Industrie-Manager, Botschafter der Bundesrepublik Deutschland bei der OEEC (1948–1951)     | 74    |       |
| 2. Februar  | Franziska Martienssen-Lohmann                | deutsche Sängerin (Sopran) und Gesangspädagogin                                                                 | 83    |       |
| 2. Februar  | Bona Margherita von Savoyen-Genua            | Prinzessin von Savoyen                                                                                          | 74    |       |
| 2. Februar  | Helene Tuschak-Lafite                        | österreichische Journalistin und Frauenrechtlerin                                                               | 91    |       |
| 3. Februar  | Eric Blomgren                                | schwedischer Eisschnellläufer                                                                                   | 77    |       |
| 3. Februar  | Esther de Cáceres                            | uruguayische Lyrikerin                                                                                          | 67    |       |
| 3. Februar  | Jay C. Flippen                               | US-amerikanischer Schauspieler                                                                                  | 71    |       |
| 3. Februar  | Werner Forst                                 | deutscher Offizier, zuletzt Generalleutnant im Zweiten Weltkrieg                                                | 78    |       |
| 3. Februar  | Richard Hellmann                             | deutsch-US-amerikanischer Unternehmer                                                                           | 94    |       |
| 3. Februar  | Kazimierz Materski                           | polnischer Eishockey- und Fußballspieler                                                                        | 64    |       |
| 3. Februar  | Franz Suchan                                 | deutscher Ökonom und Politiker (SPD)                                                                            | 60    |       |
| 4. Februar  | Tommaso Bertelè                              | italienischer Diplomat                                                                                          | 78    |       |
| 4. Februar  | Brock Chisholm                               | kanadischer Generaldirektor der Weltgesundheitsorganisation                                                     | 74    |       |
| 4. Februar  | Hans Knudsen                                 | deutscher Theaterwissenschaftler                                                                                | 84    |       |
| 05. Februar | Alex Abraham                                 | deutscher Zehnkämpfer und Diskuswerfer                                                                          | 85    |       |
| 5. Februar  | Carl Altena                                  | deutscher Maler                                                                                                 | 76    |       |
| 5. Februar  | Paul Fildes                                  | britischer Mikrobiologe                                                                                         | 88    |       |
| 5. Februar  | Donnel Foster Hewett                         | US-amerikanischer Geologe und Mineraloge                                                                        | 89    |       |
| 5. Februar  | Ramey Idriss                                 | US-amerikanischer Songwriter, Komponist und Musiker                                                             | 59    |       |
| 5. Februar  | Johannes Müller                              | deutscher Jurist und Oberbürgermeister von Dresden                                                              | 78    |       |
| 5. Februar  | Johannes Pütz                                | deutscher Orchesterleiter, Dirigent und Komponist                                                               | 44    |       |
| 5. Februar  | Mátyás Rákosi                                | ungarischer Politiker                                                                                           | 78    |       |
| 5. Februar  | Alois Wölfler                                | österreichischer Apotheker und Politiker (ÖVP), Abgeordneter zum Nationalrat                                    | 88    |       |
| 6. Februar  | Rudolf Albrecht                              | deutscher Politiker (KPD, VdgB, DBD, SED), MdV                                                                  | 68    |       |
| 6. Februar  | Julie Braun-Vogelstein                       | deutsche Kunsthistorikerin, Schriftstellerin und Journalistin                                                   | 88    |       |
| 6. Februar  | József Fogl                                  | ungarischer Fußballspieler                                                                                      | 73    |       |
| 6. Februar  | Otto Ernst Niemeyer                          | britischer Staatsbeamter, Bankier und international anerkannter Finanzexperte der Bank of England               | 87    |       |
| 7. Februar  | Dock Boggs                                   | US-amerikanischer Countrymusiker                                                                                | 73    |       |
| 7. Februar  | Douglass Cadwallader                         | US-amerikanischer Golfer                                                                                        | 87    |       |
| 7. Februar  | Jorge M. Furt                                | argentinischer Romanist, Hispanist, Schriftsteller und Privatgelehrter                                          | 68    |       |
| 7. Februar  | Edmund Goldschagg                            | deutscher Journalist, Chefredakteur und Verleger                                                                | 84    |       |
| 7. Februar  | Emy Roeder                                   | deutsche Bildhauerin und Zeichnerin                                                                             | 81    |       |
| 7. Februar  | Kanut Schäfer                                | deutscher Schriftsteller                                                                                        | 76    |       |
| 7. Februar  | Arthur Tix                                   | deutscher Industrieller und Ingenieur in der Montanindustrie                                                    | 73    |       |
| 8. Februar  | Jury Fränkel                                 | deutscher Rauchwarenhändler und Kosmopolit                                                                      | 71    |       |
| 8. Februar  | Harry Kelly                                  | US-amerikanischer Jurist und Politiker                                                                          | 75    |       |
| 9. Februar  | Hannes Grebner                               | deutscher Liedtexter                                                                                            | 49    |       |
| 9. Februar  | Heinrich Johann Hersche                      | Schweizer Offizier, Reitsportler und Angehöriger der Waffen-SS                                                  | 81    |       |
| 9. Februar  | Josef Hirn                                   | deutscher Politiker (SPD)                                                                                       | 73    |       |
| 9. Februar  | Květoslav Innemann                           | tschechoslowakischer Parteifunktionär (KPC)                                                                     | 60    |       |
| 9. Februar  | Martin Kremer                                | deutscher Opernsänger (Tenor)                                                                                   | 72    |       |
| 9. Februar  | Johann Baptist Lehner                        | deutscher katholischer Priester, Heimatforscher und Diözesanarchivar                                            | 80    |       |
| 9. Februar  | Leonard Steckel                              | deutscher Schauspieler, Hörspielsprecher und Regisseur                                                          | 70    |       |
| 9. Februar  | Ljuben Wassilew                              | bulgarischer Jurist                                                                                             | 59    |       |
| 9. Februar  | Ludwig Zirner                                | österreichisch-US-amerikanischer Musiker (Konzertpianist) und Opernregisseur                                    | 64    |       |
| 10. Februar | Larry Burrows                                | britischer Fotograf und Kriegsberichterstatter                                                                  | 44    |       |
| 10. Februar | Henri Huet                                   | französischer Fotograf und Kriegsberichterstatter                                                               | 43    |       |
| 10. Februar | Harald Öhquist                               | finnischer Offizier                                                                                             | 79    |       |
| 11. Februar | Harry Arnold                                 | schwedischer Jazzklarinettist und Saxophonist                                                                   | 50    |       |
| 11. Februar | Howard Bristol                               | US-amerikanischer Artdirector und Szenenbildner                                                                 | 68    |       |
| 11. Februar | Willi Geiger                                 | deutscher Maler, Graphiker und Exlibriskünstler                                                                 | 92    |       |
| 11. Februar | Ernst Nilsson                                | schwedischer Ringer                                                                                             | 79    |       |
| 11. Februar | Carlo Sarrabezolles                          | französischer Bildhauer                                                                                         | 82    |       |
| 11. Februar | Dominique Steichen                           | luxemburgischer Politiker                                                                                       |       |       |
| 11. Februar | Viktoria Steinbiß                            | deutsche Politikerin (CDU), MdL                                                                                 | 78    |       |
| 11. Februar | Hubert Tigges                                | deutscher Reiseveranstalter                                                                                     | 75    |       |
| 12. Februar | Josef Adamczyk                               | deutscher Politiker (NSDAP), MdR, MdL                                                                           | 69    |       |
| 12. Februar | Julius-Karl von Engelbrechten                | deutscher Schriftsteller und Mitglied der SA                                                                    | 70    |       |
| 12. Februar | Harold Farncomb                              | australischer Marineoffizier, Kommodore im Zweiten Weltkrieg, später Konteradmiral und Anwalt                   | 71    |       |
| 12. Februar | Nelson Glueck                                | US-amerikanischer Rabbiner und Archäologe                                                                       | 70    |       |
| 12. Februar | James Cash Penney                            | US-amerikanischer Unternehmer, Gründer von J. C. Penney                                                         | 95    |       |
| 12. Februar | Vittorio Santoli                             | italienischer Germanist, Philologe und Literaturkritiker                                                        | 69    |       |
| 12. Februar | Franz Witte                                  | deutscher Maler                                                                                                 |       |       |
| 13. Februar | Wilhelm Altwegg                              | Schweizer Altphilologe, Germanist und Pädagoge                                                                  | 87    |       |
| 13. Februar | Emil Fuchs                                   | deutscher Theologe und Professor                                                                                | 96    |       |
| 13. Februar | Seth Holt                                    | britischer Filmregisseur, Filmproduzent, Drehbuchautor und Filmeditor                                           | 47    |       |
| 13. Februar | Wilhelm Philipps                             | deutscher Offizier, zuletzt Generalleutnant im Zweiten Weltkrieg                                                | 76    |       |
| 14. Februar | Hilarius Albers                              | deutscher Dominikanerpater                                                                                      | 71    |       |
| 14. Februar | Belle Barth                                  | US-amerikanische Komödiantin                                                                                    | 59    |       |
| 14. Februar | Perry Metzler                                | US-amerikanischer Radsportler                                                                                   | 30    |       |
| 14. Februar | Georg Schädler                               | deutscher Politiker (NSDAP), MdR                                                                                | 83    |       |
| 14. Februar | Otto Alexander Webermann                     | estnisch-deutscher Finnougrist, Literaturwissenschaftler und Kulturhistoriker                                   | 56    |       |
| 14. Februar | Paul Zucker                                  | deutscher Architekt und Architekturhistoriker                                                                   | 82    |       |
| 15. Februar | François Gardier                             | französischer Radrennfahrer                                                                                     | 67    |       |
| 15. Februar | Henry Kaltenbrunn                            | südafrikanischer Radrennfahrer                                                                                  | 73    |       |
| 15. Februar | Marian Victorowitsch Kowal                   | russischer Komponist                                                                                            | 63    |       |
| 15. Februar | Walter Krüger                                | deutscher Architekt                                                                                             | 82    |       |
| 15. Februar | Georges Lepape                               | französischer Modezeichner und Illustrator                                                                      | 83    |       |
| 15. Februar | Rudolf Löhner                                | österreichischer Bildhauer                                                                                      | 80    |       |
| 15. Februar | Theodor Teriete                              | deutscher Gewerkschafter und Politiker (Zentrum, CDU), MdB                                                      | 63    |       |
| 15. Februar | Gösta Törner                                 | schwedischer Turner                                                                                             | 75    |       |
| 16. Februar | Hans Brunow                                  | deutscher Politiker (DNVP), MdR                                                                                 | 76    |       |
| 16. Februar | August Hoff                                  | deutscher Kunsthistoriker                                                                                       | 78    |       |
| 16. Februar | Fritz Kolbe                                  | deutscher Spion und Widerstandskämpfer                                                                          | 70    |       |
| 16. Februar | Koloman Moullion                             | ungarisch-kanadischer Chefredakteur der Zeitschrift Jugendruf, Vertriebenenseelsorger, Dekan, Päpstlicher Ge... | 61    |       |
| 16. Februar | Abdülkadir Seven                             | türkischer General                                                                                              |       |       |
| 16. Februar | Rudolf Seyffert                              | deutscher Ökonom, Professor für Betriebswirtschaftslehre                                                        | 77    |       |
| 16. Februar | Leopold Thaller                              | österreichischer Politiker (SPÖ), Landtagsabgeordneter                                                          | 82    |       |
| 16. Februar | Rudolf Tremmel                               | österreichischer Politiker (SPÖ), Mitglied des Bundesrates                                                      | 66    |       |
| 16. Februar | Heinrich Willi                               | Schweizer Kinderarzt                                                                                            | 70    |       |
| 16. Februar | Tom A. Yon                                   | US-amerikanischer Politiker                                                                                     | 88    |       |
| 17. Februar | Adolf Augustus Berle                         | US-amerikanischer Jurist                                                                                        | 76    |       |
| 17. Februar | François Décorchemont                        | französischer Maler, Keramiker und Glaskünstler                                                                 | 90    |       |
| 17. Februar | Hanns Herzing                                | deutscher Maler                                                                                                 | 80    |       |
| 17. Februar | Jochen Leschke                               | deutscher Rundfunkjournalist und Rundfunkregisseur                                                              | 51    |       |
| 17. Februar | Michal Mareš                                 | tschechischer Journalist, Lyriker und Feuilletonist                                                             | 78    |       |
| 17. Februar | Karl Meitmann                                | deutscher Politiker (SPD), MdHB, MdB                                                                            | 79    |       |
| 17. Februar | Charles Meunier                              | belgischer Radrennfahrer                                                                                        | 67    |       |
| 17. Februar | Frank Möller                                 | deutscher Arbeiter, getötet an der innerdeutschen Grenze                                                        | 24    |       |
| 17. Februar | Walter Ohle                                  | deutscher Kunsthistoriker und Konservator                                                                       | 66    |       |
| 17. Februar | Wilhelm Plös                                 | deutscher Politiker (BHE), MdL                                                                                  | 77    |       |
| 17. Februar | Otto Rohlederer                              | deutscher Orthopäde und Hochschullehrer                                                                         | 62    |       |
| 17. Februar | Willi Wolf                                   | deutscher Politiker (SPD/SED) und Gewerkschafter                                                                | 66    |       |
| 18. Februar | Jaime de Barros Câmara                       | brasilianischer Geistlicher, römisch-katholischer Erzbischof von Rio de Janeiro, Kardinal                       | 76    |       |
| 18. Februar | Alfred Gille                                 | deutscher Politiker (GB/BHE), MdL, MdB                                                                          | 69    |       |
| 18. Februar | Klaus Groß                                   | deutscher Sänger (Bariton)                                                                                      |       |       |
| 18. Februar | Kurt Heinrichs                               | deutscher Verwaltungsbeamter Niedersachsens                                                                     | 76    |       |
| 18. Februar | David Morris Potter                          | US-amerikanischer Historiker                                                                                    | 60    |       |
| 18. Februar | Fritz Schori                                 | Schweizer Komponist und Dirigent                                                                                | 83    |       |
| 18. Februar | Oskar Thulin                                 | deutscher evangelischer Theologe, Kunst- und Reformationswissenschaftler                                        | 72    |       |
| 18. Februar | Hans Ullrich                                 | deutscher Versicherungsmanager                                                                                  | 81    |       |
| 19. Februar | Bernard T. Espelage                          | US-amerikanischer Geistlicher, Bischof von Gallup                                                               | 79    |       |
| 19. Februar | Frank L. Horsfall                            | US-amerikanischer Virologe und Krebsforscher                                                                    | 64    |       |
| 20. Februar | Ricardo Joaquín Alfaro Jované                | Staatspräsident von Panama und Richter am Internationalen Gerichtshof                                           | 88    |       |
| 20. Februar | Ernst Boberg                                 | deutscher Politiker (KPD/SED)                                                                                   | 68    |       |
| 20. Februar | Josef Börjesson                              | schwedischer Fußballtorhüter                                                                                    | 79    |       |
| 20. Februar | William Lava                                 | US-amerikanischer Filmkomponist und Arrangeur                                                                   | 59    |       |
| 20. Februar | Jan Procházka                                | tschechischer Schriftsteller                                                                                    | 42    |       |
| 20. Februar | George Simonis                               | rumänischer Komponist und Musikpädagoge                                                                         | 85    |       |
| 20. Februar | James Stuart, 1. Viscount Stuart of Findhorn | britischer Politiker, Mitglied des House of Commons und des House of Lords                                      | 74    |       |
| 20. Februar | Joseph van der Elst                          | belgischer Diplomat                                                                                             | 74    |       |
| 20. Februar | Alexander Naumowitsch Zfasman                | russischer Jazz-Pianist, Komponist und Bandleader                                                               | 64    |       |
| 21. Februar | Erich Bödeker                                | deutscher naiver Bildhauer                                                                                      | 66    |       |
| 21. Februar | Tilla Durieux                                | österreichische Schauspielerin und Hörspielsprecherin                                                           | 90    |       |
| 21. Februar | Anton Edthofer                               | österreichischer Schauspieler                                                                                   | 87    |       |
| 21. Februar | Hanns Hopp                                   | deutscher Architekt und Hochschullehrer, MdV (Kulturbund)                                                       | 81    |       |
| 21. Februar | Jost Ribary                                  | Schweizer Komponist, Kapellmeister, Klarinetten- und Saxophonspieler                                            | 60    |       |
| 21. Februar | Andreas Steinmetz                            | deutscher Buchbinder und Kommunalpolitiker                                                                      | 71    |       |
| 21. Februar | Ludwig Thumshirn                             | deutscher Kommunalpolitiker (SPD)                                                                               | 74    |       |
| 22. Februar | Max Bauböck                                  | österreichischer Gymnasialdirektor, Historiker, Archivar und Heimatforscher                                     | 73    |       |
| 22. Februar | Pierre Caron                                 | französischer Drehbuchautor, Filmregisseur und -produzent                                                       | 69    |       |
| 22. Februar | Henry Deyglun                                | kanadischer Schauspieler, Regisseur und Autor französischer Herkunft                                            | 67    |       |
| 22. Februar | Segundo Flores                               | chilenischer Fußballspieler                                                                                     | 64    |       |
| 22. Februar | William B. Hartsfield                        | US-amerikanischer Politiker                                                                                     | 80    |       |
| 22. Februar | Annemarie Hase                               | deutsch-jüdische Kabarettistin, Theater- und Filmschauspielerin                                                 | 70    |       |
| 22. Februar | Derek Humble                                 | britischer Saxophonist und Klarinettist                                                                         | 39    |       |
| 22. Februar | Rudolf Mauersberger                          | deutscher Chorleiter und Komponist                                                                              | 82    |       |
| 22. Februar | Alois J. Springer                            | deutscher Maler                                                                                                 | 68    |       |
| 22. Februar | Matt McHugh                                  | US-amerikanischer Filmschauspieler und Schauspieler                                                             | 77    |       |
| 22. Februar | Vera Tanner                                  | britische Schwimmerin                                                                                           | 64    |       |
| 23. Februar | Kurt Albrecht                                | deutscher Komponist                                                                                             | 86    |       |
| 23. Februar | Amy Castle                                   | neuseeländische Kuratorin und Entomologin                                                                       | 90    |       |
| 23. Februar | Carl Englert                                 | deutscher Komponist                                                                                             | 86    |       |
| 23. Februar | Xavier Geeraerts                             | belgischer Ordensgeistlicher, römisch-katholischer Apostolischer Vikar von Bukavu                               | 76    |       |
| 23. Februar | Willoughby Hamilton                          | irischer Badmintonspieler                                                                                       | 63    |       |
| 23. Februar | Franz Lotze                                  | deutscher Geologe                                                                                               | 67    |       |
| 23. Februar | Frederick Reinhardt                          | US-amerikanischer Diplomat                                                                                      | 59    |       |
| 23. Februar | François Sully                               | französischer Journalist und Fotograf                                                                           | 44    |       |
| 23. Februar | Walter Thürmer                               | deutscher Politiker (DVP/LDPD), sächsischer Gesundheitsminister, MdL, MdV                                       | 75    |       |
| 24. Februar | Theo Burlage                                 | deutscher Architekt                                                                                             | 76    |       |
| 24. Februar | Heinrich Haxel                               | deutscher Bibliothekar und Literaturwissenschaftler                                                             | 70    |       |
| 24. Februar | Rudolf Schlauch                              | deutscher Theologe, Historiker, Volkskundler und Autor heimatkundlicher Schriften                               | 61    |       |
| 24. Februar | Wolfgang Schöniger                           | österreichischer Analytiker und Mikrochemiker                                                                   | 50    |       |
| 25. Februar | Tullio Carminati                             | italienischer Schauspieler                                                                                      | 79    |       |
| 25. Februar | Ludomir Danilewicz                           | polnischer Ingenieur                                                                                            | 66    |       |
| 25. Februar | Antoon De Roo                                | belgischer Ornithologe                                                                                          | 34    |       |
| 25. Februar | Thea Rasche                                  | deutsche Pilotin und Journalistin                                                                               | 71    |       |
| 25. Februar | Asser Wallenius                              | finnischer Eisschnellläufer                                                                                     | 68    |       |
| 26. Februar | Josef Berg                                   | tschechoslowakischer Komponist                                                                                  | 43    |       |
| 26. Februar | Nello Ciaccheri                              | italienischer Radrennfahrer                                                                                     | 77    |       |
| 26. Februar | Wilhelm Erpenbeck                            | deutscher Politiker (Zentrum/CDU), MdL                                                                          | 78    |       |
| 26. Februar | Fernandel                                    | französischer Schauspieler und Sänger                                                                           | 67    |       |
| 26. Februar | Karl Schrader                                | deutscher Politiker (SPD), MdL                                                                                  | 71    |       |
| 26. Februar | The Svedberg                                 | schwedischer Chemiker, Nobelpreis für Chemie (1926)                                                             | 86    |       |
| 27. Februar | Addison Hehr                                 | US-amerikanischer Filmarchitekt                                                                                 | 61    |       |
| 27. Februar | Manfred Kluge                                | deutscher Komponist und Kirchenmusiker                                                                          | 42    |       |
| 27. Februar | Hans Wenke                                   | deutscher Erziehungswissenschaftler und parteiloser Bildungspolitiker                                           | 67    |       |
| 28. Februar | Paul Bader                                   | deutscher Offizier, zuletzt General der Artillerie im Zweiten Weltkrieg                                         | 87    |       |
| 28. Februar | Jutta Freybe                                 | deutsche Schauspielerin                                                                                         | 53    |       |
| 28. Februar | Pierino Gabetti                              | italienischer Gewichtheber und Olympiasieger                                                                    | 66    |       |
| 28. Februar | Paul de Kruif                                | US-amerikanischer Mikrobiologe                                                                                  | 80    |       |
| 28. Februar | Hans Müller                                  | österreichischer Schachmeister und Theoretiker                                                                  | 74    |       |
| 28. Februar | Adolf Rögner                                 | deutscher Funktionshäftling im KZ Auschwitz                                                                     | 66    |       |
| 28. Februar | Guido Schmidt                                | deutscher Richter am Bundesgerichtshof                                                                          | 81    |       |
| 28. Februar | Fiddlin’ Arthur Smith                        | US-amerikanischer Country-Musiker                                                                               | 72    |       |
| 28. Februar | August Weltzien                              | deutscher Jurist, Ministerialbeamter und Politiker, Berliner Senator                                            | 83    |       |
| 28. Februar | Wilhelm Weyer                                | deutscher Heimatforscher und Pädagoge                                                                           | 80    |       |
| 28. Februar | Ernst Heinrich Zimmermann                    | deutscher Kunsthistoriker                                                                                       | 84    |       |
| Februar     | Henri Busson                                 | französischer Romanist und Literarhistoriker                                                                    |       |       |

## März
| Tag      | Name                                | Beruf, bekannt als                                                                                              | Alter | Beleg |
| -------- | ----------------------------------- | --- | ----- | ----- |
| 1. März  | Ludwig Berger                       | deutscher Politiker (CSU), MdL                                                                                  | 70    |       |
| 1. März  | Hans Hartz                          | deutscher Fotograf                                                                                              | 68    |       |
| 1. März  | František Hrubín                    | tschechischer Schriftsteller                                                                                    | 60    |       |
| 1. März  | Clara Kress                         | deutsche Kunsthandwerkerin (Textilkunst, Glasfenster), Graphikerin und Malerin                                  | 71    |       |
| 1. März  | Iwan Snegarow                       | bulgarischer Wissenschaftler, Ethnograph, Historiker                                                            | 87    |       |
| 1. März  | Rosalie Zull                        | österreichische Politikerin (SDAP, SPÖ), MdL (Burgenland)                                                       | 83    |       |
| 2. März  | Charles W. Engelhard, Jr.           | US-amerikanischer Industrieller                                                                                 | 54    |       |
| 2. März  | Mordechai Schlomo Friedman          | US-amerikanischer Rabbiner und Boyaner Rebbe von New York                                                       | 79    |       |
| 2. März  | Rita Jolivet                        | französische Theater- und Stummfilmschauspielerin                                                               | 86    |       |
| 2. März  | Lili Wieruszowski                   | deutsch-Schweizer Organistin, Komponistin, Musikpädagogin und Kirchenmusikerin                                  | 71    |       |
| 3. März  | André Bovon                         | Schweizer evangelischer Geistlicher                                                                             | 68    |       |
| 3. März  | Ralph W. Chaney                     | US-amerikanischer Paläontologe                                                                                  | 80    |       |
| 3. März  | Eugen Fuchs                         | deutscher Opernsänger und Gesangslehrer                                                                         | 77    |       |
| 3. März  | Sturla Gudlaugsson                  | niederländischer Kunsthistoriker                                                                                | 57    |       |
| 3. März  | Victor Leemans                      | belgischer Politiker, MdEP, Präsident des Europäischen Parlaments                                               | 69    |       |
| 3. März  | Adolf Meyer-Abich                   | deutscher Universitätsprofessor und Mitbegründer des Holismus                                                   | 77    |       |
| 3. März  | Wolfgang Nehb                       | deutscher Internist                                                                                             | 61    |       |
| 3. März  | Anton Plenikowski                   | deutscher Politiker (KPD/SED), MdV                                                                              | 71    |       |
| 3. März  | Emil Rasch                          | deutscher Politiker (CDU), MdL                                                                                  | 66    |       |
| 3. März  | António Silva                       | portugiesischer Schauspieler                                                                                    | 84    |       |
| 3. März  | Herta Wescher                       | deutsche Kunstkritikerin und Kunsthistorikerin                                                                  |       |       |
| 4. März  | Constantin Cândea                   | rumänischer Chemiker                                                                                            | 83    |       |
| 4. März  | Wilhelm Dobbek                      | deutscher Pädagoge und Forscher                                                                                 | 82    |       |
| 4. März  | Friedrich Krommes                   | deutscher Kirchenverwaltungsjurist und geschäftsführender Vorstand der Bruderhilfe VVaG                         | 64    |       |
| 4. März  | Friedrich Springorum                | deutscher Kunsthistoriker, Philologe, Bildjournalist und Autor                                                  | 69    |       |
| 4. März  | Felix Stika                         | österreichischer Politiker (SPÖ), Landesrat in Niederösterreich                                                 | 83    |       |
| 5. März  | Lydia Boucher                       | kanadische Komponistin und Musikpädagogin                                                                       | 81    |       |
| 5. März  | Emma Lucy Braun                     | US-amerikanische Botanikerin und Ökologin                                                                       | 81    |       |
| 5. März  | Otto Fahlbusch                      | deutscher Historiker und Heimatkundler                                                                          | 82    |       |
| 5. März  | Karl Greiner                        | deutscher Heimatforscher                                                                                        | 88    |       |
| 5. März  | Jean Grenier                        | französischer Schriftsteller, Philosoph und Kunstkritiker                                                       | 73    |       |
| 5. März  | Sergei Iwanowitsch Kalinin          | sowjetischer Theater- und Film-Schauspieler, Theaterregisseur, Regie- und Schauspiellehrer                      | 74    |       |
| 5. März  | Allan Nevins                        | US-amerikanischer Historiker                                                                                    | 80    |       |
| 6. März  | Ludwig Ankenbrand                   | deutscher freireligiöser Geistlicher, Schriftsteller und Journalist                                             | 82    |       |
| 6. März  | Eberhard Brandl                     | deutscher Architekt                                                                                             | 54    |       |
| 6. März  | Punch Broadbent                     | kanadischer Eishockeyspieler                                                                                    | 78    |       |
| 6. März  | Thurston Dart                       | englischer Cembalist, Dirigent und Musikpädagoge                                                                | 49    |       |
| 6. März  | Hans Duhan                          | österreichischer Opernsänger (Bariton)                                                                          | 81    |       |
| 6. März  | Herbert M. Evans                    | US-amerikanischer Anatom und Endokrinologe                                                                      | 88    |       |
| 6. März  | Ōshima Hiroshi                      | japanischer Zoologe                                                                                             | 85    |       |
| 06. März | Helmuth Volmer                      | deutscher Filmproduktionsleiter                                                                                 | 61    |       |
| 7. März  | Erich Abraham                       | deutscher Offizier, zuletzt General der Infanterie im Zweiten Weltkrieg                                         | 75    |       |
| 7. März  | Thomas F. W. Barth                  | norwegischer Mineraloge und Geologe                                                                             | 71    |       |
| 7. März  | Vilfort Beauvoir                    | haitianischer Politiker                                                                                         | 79    |       |
| 7. März  | Heinz Daniels                       | deutscher Politiker (SPD), MdL                                                                                  | 52    |       |
| 7. März  | Émile Hamilius                      | luxemburgischer Politiker (Demokratesch Partei), Mitglied der Chambre                                           | 73    |       |
| 7. März  | Kiril                               | bulgarisch-orthodoxer Geistlicher                                                                               | 70    |       |
| 7. März  | Harold McNair                       | jamaikanischer Musiker                                                                                          | 39    |       |
| 7. März  | Richard Montague                    | US-amerikanischer Mathematiker, Philosoph und Linguist                                                          | 40    |       |
| 7. März  | Gerhard Rohner                      | deutscher Politiker (CDU), MdV, sächsischer Finanzminister                                                      | 75    |       |
| 7. März  | Heinrich Schroth                    | deutscher Bühnenschauspieler, Bühnenregisseur und Schriftsteller                                                | 77    |       |
| 7. März  | Vithalrao Nagesh Shirodkar          | indischer Gynäkologe                                                                                            | 71    |       |
| 7. März  | Stevie Smith                        | britische Dichterin und Romanautorin                                                                            | 68    |       |
| 07. März | Orvar Trolle                        | schwedischer Schwimmer                                                                                          | 70    |       |
| 8. März  | Anne-Dora Arnold                    | deutsche Kunst- und Porträtmalerin                                                                              | 87    |       |
| 8. März  | Hans Bruns                          | deutscher Geistlicher, Bibelübersetzer                                                                          | 75    |       |
| 8. März  | Borden Chase                        | US-amerikanischer Drehbuchautor                                                                                 | 71    |       |
| 8. März  | Sonja Gerstner                      | deutsche Malerin und Schriftstellerin                                                                           | 18    |       |
| 8. März  | Harold Lloyd                        | US-amerikanischer Schauspieler                                                                                  | 77    |       |
| 8. März  | Carlo Maria Pintacuda               | italienischer Rennfahrer                                                                                        | 70    |       |
| 8. März  | Folkert Potrykus                    | deutscher Politiker (KPD)                                                                                       | 70    |       |
| 8. März  | Harold Raistrick                    | britischer Biochemiker                                                                                          | 80    |       |
| 8. März  | Francis Wolff                       | US-amerikanischer Designer, Fotograf und Produzent, Mitgründer des Plattenlabels Blue Note Records              |       |       |
| 9. März  | Jean-Pierre Guézec                  | französischer Komponist                                                                                         | 36    |       |
| 9. März  | Karimuddin Asif                     | indischer Filmregisseur des urdusprachigen Bollywood-Films                                                      | 46    |       |
| 9. März  | Marie-Anne Asselin                  | kanadische Sängerin                                                                                             | 82    |       |
| 9. März  | Anthony Berkeley                    | britischer Journalist und Krimiautor                                                                            | 77    |       |
| 9. März  | Kirellos VI.                        | ägyptischer koptischer Geistlicher; Papst von Alexandrien (1959–1971); Patriarch des Stuhles vom Heiligen Ma... | 68    |       |
| 9. März  | Kyrill Kurtew                       | bulgarischer Geistlicher, Apostolischer Exarch von Sofia                                                        | 79    |       |
| 9. März  | Max Neugebauer                      | österreichischer Pädagoge, Volksbildner, und Politiker (SPÖ)                                                    | 70    |       |
| 9. März  | Melchor Ortega Camarena             | mexikanischer Politiker (PRI)                                                                                   | 75    |       |
| 9. März  | Karl Schulz                         | deutscher Fußballspieler                                                                                        | 69    |       |
| 10. März | Eugenie Bernay                      | österreichische Schauspielerin                                                                                  | 79    |       |
| 10. März | Simon van Creveld                   | niederländischer Pädiater                                                                                       |       |       |
| 10. März | Karl Ginhart                        | österreichischer Kunsthistoriker                                                                                | 82    |       |
| 10. März | Ernst Häublein                      | deutscher Komponist                                                                                             | 59    |       |
| 10. März | Ladislaus Kmoch                     | österreichischer Karikaturist und Comiczeichner                                                                 | 73    |       |
| 10. März | Lina Mayer-Kulenkampff              | deutsche Pädagogin und Schulleiterin                                                                            | 85    |       |
| 10. März | Edmund Nowicki                      | polnischer Bischof                                                                                              | 70    |       |
| 10. März | Montagu Stopford                    | britischer General im Zweiten Weltkrieg                                                                         | 78    |       |
| 10. März | Johannes Tonnesen                   | deutscher Pastor                                                                                                | 89    |       |
| 10. März | Emmi Welter                         | deutsche Politikerin (CDU), MdB                                                                                 | 83    |       |
| 11. März | Mina Audemars                       | Schweizer Pädagogin                                                                                             | 88    |       |
| 11. März | Ernst Bacmeister                    | deutscher Schriftsteller, Lyriker und Dramatiker                                                                | 96    |       |
| 11. März | C. D. Broad                         | englischer Philosoph                                                                                            | 83    |       |
| 11. März | Walter Bryan Emery                  | britischer Ägyptologe                                                                                           | 67    |       |
| 11. März | Philo Farnsworth                    | amerikanischer Ingenieur und Erfinder                                                                           | 64    |       |
| 11. März | Martin Kohz                         | deutscher Politiker und Jurist NSDAP, SA, SS, (GB/BHE), MdL                                                     | 68    |       |
| 11. März | Boris Sergejewitsch Permikin        | General der Weißen Armee                                                                                        | 80    |       |
| 11. März | Heinrich Schult                     | deutscher Ingenieur, Manager und VDI-Vorsitzender                                                               | 74    |       |
| 11. März | Ernest Llewellyn Woodward           | britischer Historiker                                                                                           | 80    |       |
| 11. März | Whitney Young                       | US-amerikanischer Bürgerrechtler                                                                                | 49    |       |
| 12. März | Maurice De Wolf                     | belgischer Radrennfahrer                                                                                        | 75    |       |
| 12. März | Roy Glenn                           | US-amerikanischer Schauspieler                                                                                  | 56    |       |
| 12. März | Joe Hewitt                          | englischer Fußballspieler                                                                                       | 89    |       |
| 12. März | Eugene L. Opie                      | US-amerikanischer Pathologe und Mikrobiologe                                                                    | 97    |       |
| 12. März | Adolf Wilhelm Rothley               | deutscher Politiker (SPD), MdL                                                                                  | 51    |       |
| 13. März | Leopold Hochgatterer                | österreichischer Steinarbeiter und Politiker (SPÖ)                                                              | 71    |       |
| 13. März | Rockwell Kent                       | US-amerikanischer Maler und Grafiker                                                                            | 88    |       |
| 13. März | Carl Erich Steiner                  | österreichischer Fußballschiedsrichter                                                                          | 50    |       |
| 13. März | Günther Wendt (Maler)               | deutscher Maler, Grafiker und Museumsdirektor                                                                   | 63    |       |
| 14. März | Linus Bopp                          | deutscher Theologe und Heilpädagoge                                                                             | 84    |       |
| 14. März | Fritz Helmstädter                   | deutscher Politiker (SPD), MdL                                                                                  | 66    |       |
| 14. März | Paul Pollan                         | österreichischer Jurist                                                                                         | 84    |       |
| 14. März | Karl Schmidt-Wolfratshausen         | deutscher Grafiker und Maler                                                                                    | 80    |       |
| 15. März | Jackie Brown                        | britischer Boxer im Fliegengewicht                                                                              | 61    |       |
| 15. März | Franz Felbringer                    | österreichischer Landwirt und Politiker (SPÖ)                                                                   | 67    |       |
| 15. März | Wilhelm Kegel                       | deutscher Geologe                                                                                               | 80    |       |
| 15. März | Christof Kirschnek                  | deutscher Politiker (KPTsch, SED) und Rundfunkfunktionär                                                        | 58    |       |
| 15. März | Bum Krüger                          | deutscher Schauspieler, Hörspiel- und Synchronsprecher                                                          | 65    |       |
| 15. März | Ernst Moewes                        | deutscher Politiker (SPD), Mitglied der Stadtverordnetenversammlung von Groß-Berlin                             | 85    |       |
| 15. März | Jean-Pierre Monseré                 | belgischer Radrennfahrer                                                                                        | 22    |       |
| 15. März | Josef Püchler                       | österreichischer Politiker (SDAP), Landtagsabgeordneter                                                         | 88    |       |
| 15. März | Walter Raschka                      | österreichischer Architekt                                                                                      | 79    |       |
| 15. März | Wilhelm Rieger                      | deutscher Ökonom                                                                                                | 92    |       |
| 15. März | Wilhelm Schuster                    | deutscher Germanist, Bibliothekar und Verbandsfunktionär                                                        | 82    |       |
| 15. März | Walter Vitzthum                     | deutscher Kunsthistoriker                                                                                       | 43    |       |
| 16. März | Bebe Daniels                        | US-amerikanische Schauspielerin                                                                                 | 70    |       |
| 16. März | Thomas E. Dewey                     | US-amerikanischer Jurist und Politiker                                                                          | 68    |       |
| 16. März | Willi Illig                         | deutscher Strumpfwirker, Schnitzer und Kunstsammler                                                             | 74    |       |
| 16. März | Hans Kohn                           | Historiker und Zionist                                                                                          | 79    |       |
| 16. März | Helmuth Rudolph                     | deutscher Schauspieler                                                                                          | 70    |       |
| 16. März | Karl Schröder                       | deutscher Politiker (SPD), MdL                                                                                  | 58    |       |
| 16. März | Juliette Villard                    | französische Schauspielerin                                                                                     | 28    |       |
| 17. März | Margarethe Arndt-Ober               | deutsche Opernsängerin (Mezzosopran/Alt)                                                                        | 85    |       |
| 17. März | Rudolf Bucher                       | Schweizer Arzt und Politiker (LdU)                                                                              | 72    |       |
| 17. März | Erik Granath                        | schwedischer Fußballspieler und -trainer                                                                        | 60    |       |
| 17. März | Nikolaus Jürgensen                  | deutscher Politiker (SPD), MdB                                                                                  | 65    |       |
| 17. März | Leo Tilgner                         | deutscher Maler und Graphiker                                                                                   | 78    |       |
| 17. März | Wilhelm Unverzagt                   | deutscher Prähistoriker                                                                                         | 78    |       |
| 17. März | Friedrich Wilhelm Wagner            | deutscher Jurist und Politiker (SPD), MdR, MdL, MdB                                                             | 77    |       |
| 17. März | Viljo Wiklund                       | finnischer Schwimmer                                                                                            | 67    |       |
| 18. März | Paul Appel                          | deutscher Lyriker und Essayist                                                                                  | 74    |       |
| 18. März | Ralph R. Eltse                      | US-amerikanischer Politiker                                                                                     | 85    |       |
| 18. März | Ernst Gamillscheg                   | deutsch-österreichischer Romanist und Sprachwissenschaftler                                                     | 83    |       |
| 18. März | Leland Hayward                      | US-amerikanischer Theater- und Filmproduzent                                                                    | 68    |       |
| 18. März | Keith Alfred Hindwood               | australischer Ornithologe und Geschäftsmann                                                                     | 66    |       |
| 18. März | Klaus Katterbach                    | deutscher Physiker                                                                                              | 62    |       |
| 18. März | Mervin Joe Kelly                    | US-amerikanischer Physiker und Manager                                                                          | 77    |       |
| 18. März | Karl Klingler                       | deutscher Geiger und Komponist                                                                                  | 91    |       |
| 18. März | Wolfgang La Baume                   | deutscher Prähistoriker                                                                                         | 86    |       |
| 18. März | George Olsen                        | US-amerikanischer Jazz-Schlagzeuger und Bigband-Leader                                                          | 78    |       |
| 19. März | Jean-Marie Beaudet                  | kanadischer Dirigent, Pianist und Organist                                                                      | 63    |       |
| 19. März | Hans Walter Imhoff                  | Schweizer Fußballspieler                                                                                        | 85    |       |
| 19. März | Basil Laourdas                      | griechischer Gräzist, Byzantinist und Neogräzist                                                                | 58    |       |
| 19. März | Stephen H. Roberts                  | australischer Historiker                                                                                        | 70    |       |
| 19. März | Bruno Wahl                          | österreichischer Entomologe                                                                                     | 94    |       |
| 19. März | Georg Wiarda                        | deutscher Mathematiker und Schachspieler                                                                        | 81    |       |
| 20. März | Hallam Cooley                       | US-amerikanischer Stummfilmschauspieler                                                                         | 76    |       |
| 20. März | Otto Gademann                       | deutscher Rechtsanwalt                                                                                          | 78    |       |
| 20. März | Édouard-Marcel Sandoz               | Schweizer Bildhauer und Aquarellmaler                                                                           | 89    |       |
| 20. März | Georg von Zitzewitz                 | deutscher Offizier, Gutsbesitzer und Politiker (DNVP), MdR                                                      | 79    |       |
| 21. März | Peretz Bernstein                    | deutscher zionistischer Aktivist und israelischer Politiker                                                     | 80    |       |
| 21. März | Martin Bodmer                       | Schweizer Privatgelehrter, Sammler und Mäzen                                                                    | 71    |       |
| 21. März | Hermann Grote                       | deutscher Komponist und Pädagoge                                                                                | 86    |       |
| 21. März | Hughe Knatchbull-Hugessen           | britischer Botschafter                                                                                          | 84    |       |
| 21. März | Patrick Palmer                      | irischer Politiker                                                                                              | 81    |       |
| 21. März | Paul Riebensahm                     | deutscher Ingenieur, Manager und Hochschullehrer                                                                | 90    |       |
| 22. März | Karl Pschigode                      | deutscher Schauspieler und Theaterintendant                                                                     | 63    |       |
| 22. März | Rudi Reinwarth                      | deutscher NDPD-Funktionär, MdV                                                                                  | 63    |       |
| 22. März | Vicente Saura                       | spanischer Fußballspieler                                                                                       | 70    |       |
| 22. März | Nella Walker                        | US-amerikanische Schauspielerin                                                                                 | 85    |       |
| 23. März | Max Josef Becker                    | deutscher Maler, Zeichner und Radierer                                                                          | 80    |       |
| 23. März | Basil Dearden                       | britischer Filmregisseur                                                                                        | 60    |       |
| 23. März | Fritz Gutsch                        | deutscher Fußballspieler                                                                                        | 92    |       |
| 23. März | Gustav Senn                         | Schweizer Geigenbauer                                                                                           | 82    |       |
| 23. März | Simon Vestdijk                      | niederländischer Schriftsteller                                                                                 | 72    |       |
| 23. März | Gerhard Wolf                        | deutscher Diplomat                                                                                              | 74    |       |
| 24. März | Claire Gérard                       | belgische Theater- und Filmschauspielerin                                                                       | 82    |       |
| 24. März | Hubert Salvator Habsburg-Lothringen | österreichischer Erzherzog (bis 1919) und Offizier                                                              | 76    |       |
| 24. März | Arne Jacobsen                       | dänischer Designer und Architekt                                                                                | 69    |       |
| 24. März | Rudolf Kröning                      | deutscher Oberregierungsrat und SS-Führer                                                                       | 68    |       |
| 24. März | George G. O’Connor                  | US-amerikanischer Offizier, Generalleutnant der US Army                                                         | 56    |       |
| 24. März | Hans Otten                          | deutscher Journalist                                                                                            | 47    |       |
| 24. März | Otto Schmidt-Hannover               | preußischer Offizier, deutscher Politiker (DNVP), MdR                                                           | 83    |       |
| 24. März | Andrew Barkworth Wright             | britischer Gouverneur von Kolonien                                                                              | 75    |       |
| 25. März | Anne Savage                         | kanadische Malerin und Kunstpädagogin                                                                           | 74    |       |
| 26. März | Georgi Wassiljewitsch Afanassjew    | sowjetisch-weißrussischer Schachkomponist                                                                       | 61    |       |
| 26. März | Hermann Busen                       | deutscher Architekt und Denkmalpfleger                                                                          | 57    |       |
| 26. März | Josef Hermann Dufhues               | deutscher Politiker (CDU)                                                                                       | 62    |       |
| 27. März | Albin Grau                          | deutscher Filmarchitekt, Grafiker und Autor                                                                     | 86    |       |
| 27. März | Alfred Groth                        | deutscher Arzt und Medizinstatistiker                                                                           | 94    |       |
| 27. März | Otto Höss                           | österreichischer Fußballspieler und -trainer                                                                    | 68    |       |
| 27. März | Adalbert Luczkowski                 | deutscher Dirigent und Orchesterleiter                                                                          | 70    |       |
| 27. März | Maximilian von Mirbach-Harff        | preußischer Landrat                                                                                             | 90    |       |
| 27. März | Adolf Gustav Schneck                | deutscher Architekt                                                                                             | 87    |       |
| 28. März | Till Burger                         | deutscher Jurist, Strafverteidiger                                                                              | 58    |       |
| 28. März | Burris B. Cunningham                | US-amerikanischer Chemiker                                                                                      | 59    |       |
| 28. März | Morey Feld                          | US-amerikanischer Schlagzeuger des Dixieland-Jazz und Swing                                                     | 55    |       |
| 28. März | Robert Hunter                       | US-amerikanischer Golfspieler                                                                                   | 84    |       |
| 28. März | Wilfrid Edward Francis Jackson      | britischer Kolonialgouverneur von Mauritius, Britisch-Guyana und Tanganjika                                     |       |       |
| 28. März | Alfred Kurzke                       | deutscher Lagerarzt im KZ Mittelbau                                                                             | 66    |       |
| 28. März | Otto Laporte                        | deutsch-US-amerikanischer Physiker und Strömungsmechaniker                                                      | 68    |       |
| 28. März | Katharine Parker                    | australische Pianistin und Komponistin                                                                          | 85    |       |
| 28. März | Miriam Soljak                       | neuseeländische Lehrerin, politische Aktivistin, Frauenrechtlerin, Journalistin                                 | 91    |       |
| 28. März | Felix Wolfes                        | deutscher Komponist, Dirigent und Musikdozent                                                                   | 78    |       |
| 29. März | Mona Bates                          | kanadische Pianistin und Musikpädagogin                                                                         | 81    |       |
| 29. März | Rolf Dietz                          | deutscher Rechtswissenschaftler und Hochschullehrer                                                             | 68    |       |
| 29. März | Otto Lauer                          | deutscher Kaufmann und Politiker (CDU, SPD), MdL Baden-Württemberg                                              | 62    |       |
| 29. März | Hermann zu Leiningen                | deutscher Automobilrennfahrer                                                                                   | 70    |       |
| 29. März | Georg Mohr                          | deutscher Aufnahmeleiter und Produktionsleiter beim Kinofilm                                                    | 68    |       |
| 29. März | Oskar Vogelhuber                    | deutscher Lehrer und Ministerialbeamter                                                                         | 93    |       |
| 30. März | Hardan at-Tikriti                   | irakischer Politiker, Militär und Botschafter                                                                   |       |       |
| 30. März | Paul-Friedrich Berger               | deutscher Politiker (SPD), MdL                                                                                  | 81    |       |
| 30. März | José Francisco Bias Fortes          | brasilianischer Politiker                                                                                       | 79    |       |
| 30. März | Harold Craxton                      | englischer Pianist, Komponist und Musikpädagoge                                                                 | 85    |       |
| 30. März | Selmer Jackson                      | US-amerikanischer Schauspieler                                                                                  | 82    |       |
| 30. März | René Marie                          | französischer Automobilrennfahrer                                                                               | 81    |       |
| 30. März | Maxim Dormidontowitsch Michailow    | russischer bzw. sowjetischer Opernsänger und Schauspieler                                                       | 77    |       |
| 30. März | Hermann Morres                      | Maler, Grafiker, Kunstpädagoge und Komponist                                                                    | 85    |       |
| 30. März | Werner Peters                       | deutscher Theater-, Film- und Fernsehschauspieler und Synchronsprecher                                          | 52    |       |
| 30. März | Heřma Žárská                        | tschechische Opernsängerin                                                                                      | 81    |       |
| 31. März | Michael Browne                      | irischer Dominikaner, Erzbischof und Kurienkardinal                                                             | 83    |       |
| 31. März | Alfred Desenclos                    | französischer Komponist                                                                                         | 59    |       |
| 31. März | B. F. Dolbin                        | österreichischer Pressezeichner                                                                                 | 87    |       |
| 31. März | Karl L. King                        | US-amerikanischer Komponist, Kapellmeister und Musiker                                                          | 80    |       |
| 31. März | Erich Straube                       | deutscher Offizier, zuletzt General der Infanterie                                                              | 83    |       |
| März     | Sherman Mills Fairchild             | US-amerikanischer Flugzeugkonstrukteur und Industrieller                                                        |       |       |
| März     | Jamshed Burjorji Vesugar            | indischer Diplomat                                                                                              | 76    |       |